# Muang Thathôm
Muang Thathôm är ett distrikt i Laos.   Det ligger i provinsen Xieng Khouang, i den nordvästra delen av landet, 160 km nordost om huvudstaden Vientiane.